# Klimaatbuffer
Een klimaatbuffer is een gebied waar natuurlijke processen de ruimte krijgen. Hierdoor kunnen deze gebieden meegroeien met klimaatverandering waar mensen en natuur van profiteren. Klimaatbuffers vervullen een rol bij het vasthouden en opvangen van water, het voorkomen van wateroverlast en watertekorten, het temperen van hitte en het verminderen van kooldioxide in de atmosfeer. In klimaatbuffers gaat het steeds om water (kwaliteit en hoeveelheid). Ze koppelen oplossingen voor natuur met oplossingen voor klimaatproblemen aan behoeften in de omgeving zoals waterveiligheid, drinkwatervoorziening, recreatie, landbouw en het vastleggen van broeikasgas.
Voorbeelden van klimaatbuffers in Nederland zijn de Onlanden in het uiterste noorden van Drenthe, het Geuldal in Limburg en Kempen-Broek ten zuiden van Weert. Planten en dieren kunnen er hun gang gaan. Er broeden bijvoorbeeld vogels en er groeien bijzondere planten. 
In België wijst Natuurpunt op veengebieden, moerassen, bossen, slikken en schorren, brede rivieroevers en stadsnatuur, die kunnen dienen als klimaatbuffer. Voorbeelden zijn de Bourgoyen-Ossemeersen, de poldergraslanden, de Zwarte Beek, Schulensbroek, en de Zuunvallei.